# Денкендорф (Виртемберг)
Денкендорф (њем. Denkendorf) општина је у њемачкој савезној држави Баден-Виртемберг. Једно је од 44 општинска средишта округа Еслинген. Према процјени из 2010. у општини је живјело 10.532 становника. Посједује регионалну шифру (AGS) 8116015.

## Географски и демографски подаци
Денкендорф се налази у савезној држави Баден-Виртемберг у округу Еслинген. Општина се налази на надморској висини од 291 метра. Површина општине износи 13,1 km². У самом мјесту је, према процјени из 2010. године, живјело 10.532 становника. Просјечна густина становништва износи 806 становника/km².